# 토노 벙기

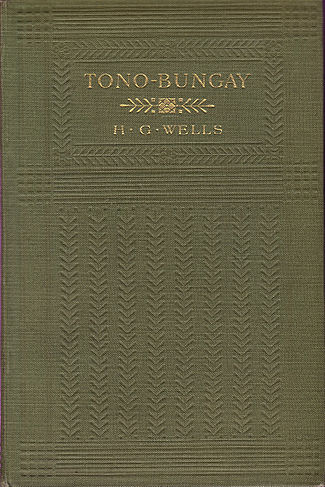

토노 벙기(Tono-Bungay, 1909년)는 H. G. 웰스의 소설이다.

## 줄거리
19세기 말의 이야기인데 조지 폰텔포는 대저택의 가정부 아들이며 그 집의 딸을 사랑하지만 계급이 다르기 때문에 결혼할 수 없다. 후에 그는 에드워드란 숙부에게 몸을 의탁한다. 숙부는 제약공장(製藥工場)을 경영하고 있으며 돈을 벌어서 한꺼번에 출세하려는 야심가로 무익유해한 물약을 만들어 판다. 교묘한 광고로 약은 많이 팔린다. 원료는 싼데 물건은 비싸게 팔아 숙부는 얼마 안 가 거부가 되고 조지도 배당을 받는다. 19세기 후반 사람들의 무지와 당시 출현한 벼락부자의 천박함을 비판하고 있다.